# Gyroidinoides
Gyroidinoides es un género de foraminífero bentónico de la subfamilia Gyroidinoidinae, de la familia Gavelinellidae, de la superfamilia Chilostomelloidea, del suborden Rotaliina y del orden Rotaliida. Su especie tipo es Rotalina nitida. Su rango cronoestratigráfico abarca desde el Cenomaniense (Cretácico superior) hasta la Actualidad.

## Clasificación
Se han descrito numerosas especies de Gyroidinoides. Entre las especies más interesantes o más conocidas destacan:
- Gyroidinoides globosus
- Gyroidinoides kawagatai
- Gyroidinoides nitida
- Gyroidinoides primitiva
- Gyroidinoides soldanii
- Gyroidinoides subangulatus
- Gyroidinoides subzelandicus
- Gyroidinoides zelandicus

Un listado completo de las especies descritas en el género Gyroidinoides puede verse en el siguiente anexo.